# Федосюк Юлія Володимирівна
Юлія Володимирівна Федосюк (нар. 1993, м. Добромиль, Львівська область) — українська філософиня-релігієзнавиця, громадська активістка. Голова ГО «Срібло троянди». 

## Життєпис
Вивчала філософію.
Працювала кураторкою освітньо-просвітницького проєкту в бібліотеці лекторії Пломінь. Помічниця народного депутата Святослава Юраша у Верховній Раді України.
В Асоціації родин захисників «Азовсталі» займається адвокацією питань українських військовополонених на міжнародному рівні.
11 травня 2022 року Юлія Федосюк і Катерина Прокопенко зустрілися у Ватикані із Папою Римським Франциском та звернулися до нього із проханням допомогти врятувати українських захисників з «Азовсталі» у Маріуполі на Донеччині. Виступала в Конгресі США, Стенфордському університеті, ізраїльському Кнесет, а також на інших публічних заходах із закликом повернути захисників Маріуполя додому.

## Сім'я
Одружена з Арсенієм Федосюком з 2017 року.